# Cerococcus artemisiae
Cerococcus artemisiae är en insektsart som först beskrevs av Cockerell 1897.  Cerococcus artemisiae ingår i släktet Cerococcus och familjen Cerococcidae. Inga underarter finns listade i Catalogue of Life.